# Jean-Sylvain Bailly

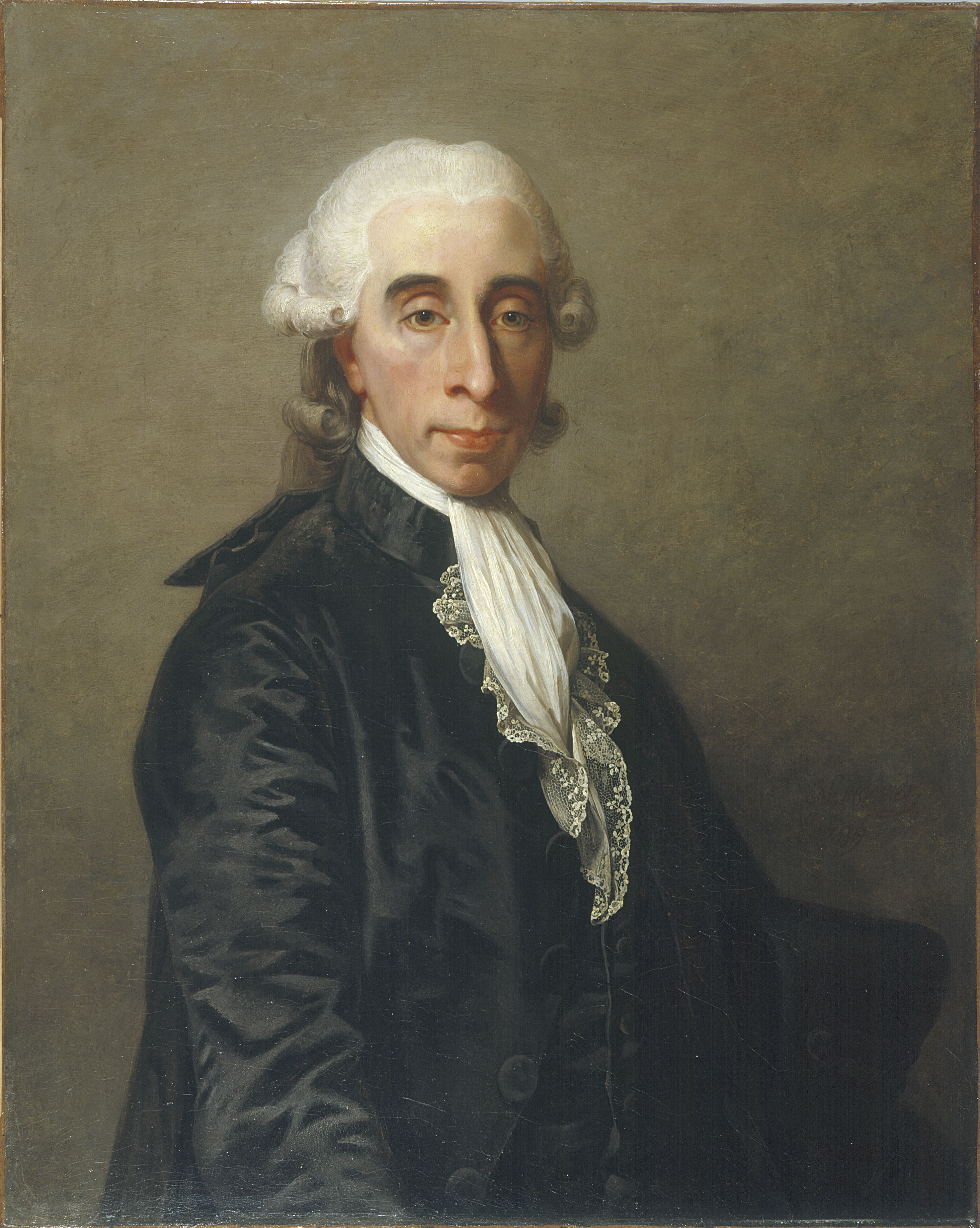
Jean-Sylvain Bailly (Gemälde von Jean-Laurent Mosnier, 1789).
Baillys Unterschrift:

Jean-Sylvain Bailly (* 15. September 1736 in Paris; † 12. November 1793 ebenda) war ein französischer Astronom und erster Bürgermeister von Paris. Er wurde durch die Berechnung der Umlaufbahn des Halleyschen Kometen im Jahre 1759 bekannt. Ferner studierte er die damals vier bekannten Jupitermonde. Während der Französischen Revolution wurde er mit der Guillotine hingerichtet. Er gehörte den Freimaurerlogen „Les Neuf Sœurs“ und „Les Amis Réunis“ an.

## Leben

### Kindheit und Familie
Bailly wurde in den Galerien des Louvre geboren. Er entstammte einer angesehenen Malerfamilie, die in den Diensten des Königs stand und den scheinbar erblichen Titel französisch garde des tableaux de roi führte. Seit mehr als hundert Jahren hatten seine Vorfahren den Posten eines Aufsehers der königlichen Gemäldegalerie bekleidet. Er war der Sohn von Jacques II. Bailly (1700–18. November 1768), Maler des Königs und Inspektors der königlichen Gemäldesammlungen und Cécile Guichon. Er war ein Enkel des Miniaturmalers und Radierers Nicolas Bailly (3. Mai 1659–13. November 1736). Nach dem Tod des Vaters 1768 erhielt Bailly dessen Stelle eines Aufsehers der Luxembourggalerie. Sein Vater hatte ihn schon früh auf diese Stellung hin erzogen und ausgebildet und er genoss zudem eine schulische Ausbildung im Hause seiner Eltern.

### Akademische Laufbahn
Latein erlernte er erst in fortgeschrittenem Alter und beherrschte es nie vollkommen. Seine ersten Studien beschränkten sich auf das Zeichnen, das ihm sein Vater beibrachte. Bailly sollte lernen, Gemälde und Kunstwerke zu beurteilen, um ihn auf seine spätere Laufbahn vorzubereiten. Daher beschäftigte er sich zunächst mit Malerei und Dichtung. Seine eigenen Zeichnungen waren eher mittelmäßig.
Durch einen glücklichen Zufall kam er mit den Wissenschaften in Verbindung. Der Mathematiker Monsieur de Moncarville bot an, ihn in Mathematik zu unterrichten und erhielt als Gegenleistung Zeichenunterricht bei Baillys Vater. Bailly machte schnell Fortschritte in den neuen Studien. Nach kurzer Zeit wurde er daher von bekannten Wissenschaftlern  unterrichtet, darunter Alexis-Claude Clairaut und der Abbé Nicolas-Louis de Lacaille, der ihn für die Astronomie begeisterte.
Seine Liebe zur Literatur blieb jedoch erhalten und er verfasste die zwei Tragödien Clotaire, die Geschichte eines vom Volk massakrierten Bürgermeisters von Paris, die einige Parallelen zu seinem eigenen späteren Schicksal enthielt. Das zweite Werk trug den Titel Iphigénie en Tauride. Er konsultierte den Komiker Jean-Baptiste de La Noue, der durch einige dramatische Erfolge bekannt war. Dieser erkannte jedoch, dass Baillys Begabung auf diesem Gebiet nicht sonderlich ausgeprägt war und riet ihm sich stattdessen auf die Wissenschaften zu konzentrieren. Trotzdem erhielt er in den Jahren 1767 und 1768 einige Anerkennung für seine Elogen auf König Karl V. und Corneille von der Académie française und der Académie de Rouen. Die Lobpreisung von Gottfried Wilhelm Leibniz brachte 1769 eine Auszeichnung und viel Anerkennung durch der Berliner Akademie ein. Hier kam ihm sein Unterricht durch seine wissenschaftlichen Lehrer zugute.
Große Ehre wurde ihm zuteil, als er 1762 vom Unterricht des Abbé Liacaille inspiriert seine erste mathematisch-astronomische Arbeit vorgelegt hatte. Dieses erste Werk hatte die Juroren derart beeindruckt, dass ihm nach dessen Tod Lacailles Platz in dem Gremium angeboten wurde. Bailly nahm das Angebot mit knapp siebenundzwanzig Jahren an. Drei Jahre später veröffentlichte er seine Théorie des satellites de Jupiter, die sich mit den Monden des Planeten befasste. Er berechnete deren scheinbare Unregelmäßigkeit, die bereits von Isaac Newton entdeckt worden waren, und bestimmte ihren Durchmesser. Mit diesen Untersuchungen war er rund neun Jahre lang bis 1771 beschäftigt. Es folgte die Histoire de l’astronomie ancienne, depuis son origine jusqu’à l’établissement de l’école d’Alexandrie, der 1775 als erster Teil einer mehrbändigen Reihe erschien, und sich mit der älteren Geschichte der Astronomie befasste. Vier Jahre später erschien Histoire de l’astronomie moderne jusqu’à l’époque de 1782. Zwischen diesen Werken hatte er zudem einen regen Briefwechsel mit Voltaire, in dem es um die Wiege der Wissenschaften und Künste ging, über den sie sehr unterschiedliche Ansichten hatten. Seine Lettres sur l’Atlantide de Platon et sur l’ancienne histoire de l’Asie waren hingegen nicht ungefährlich für sein Ansehen, da vieles auf Spekulationen beruhte und nicht auf nachweisbaren Erkenntnissen.
Bailly wurde im November 1783 anstelle von Louis-Élisabeth de la Vergne de Tressan zum Mitglied der Académie Française ernannt. Ery war Mitglied der französischen Académie des sciences, der Académie française und der Académie des inscriptions et belles-lettres.

### Politisches Wirken
Am 21. April 1789 wurde Bailly zum ersten Wahlmann seines Bezirks ernannt. Wenige Tage später wurde er als Schriftführer der Mitgliederversammlung berufen. Er verfasste die Protokolle der Sitzungen des Pariser Wahlkollegiums. Am 12. Mai 1789 ging die Generalversammlung der Wähler zur Wahl für die Ernennung des ersten Abgeordneten von Paris über. Bailly wurde Deputierter des dritten Standes bei den Generalständen. Am 17. Mai 1789 wurde beschlossen, die Nationalversammlung zu gründen und am 3. Juni 1789 wurde Bailly zu deren Präsidenten gewählt. Er leitete am 20. Juni 1789 die wichtige Sitzung im Saal des Ballhauses (Ballhausschwur).
Nach dem Sturm auf die Bastille erhielt die Nationalversammlung von König Ludwig XVI. am 15. Juli 1789 die Ermächtigung, eine Deputation nach Paris zu entsenden, um die Ordnung und Ruhe wiederherzustellen. Bailly wurde am 15. Juli 1789 zum ersten Bürgermeister von Paris ernannt, aber wegen seiner streng konstitutionellen Gesinnung und weil er bei dem Auflauf auf dem Marsfeld am 17. Juli 1791 auf die Aufrührer hatte schießen lassen, von den Jakobinern angefeindet und als Royalist bezeichnet. Er trat am 16. November 1791 von dem Amt zurück und zog auf sein Landgut in Nancy. Im Prozess, der 1793 gegen die abgesetzte Königin Marie-Antoinette geführt wurde, trat er als Zeuge für deren Unschuld auf. Er verließ anschließend Paris wieder und lebte im Verborgenen, um nicht selbst angeklagt zu werden. Auf dem Weg zu seinem Freund Laplace wurde er in Melun von Agenten Robespierres gefasst und in Paris „als Königsfreund und gewalttätiger Unterdrücker der Volksfreiheit“ am 11. November 1793 zum Tode auf der Guillotine verurteilt und am darauffolgenden Tag hingerichtet. Anhänger der Jakobiner sollen nach einem Augenzeugenbericht den Karren, mit dem Bailly zum Schafott gebracht wurde, tanzend und Freiheitslieder singend begleitet haben. Seine letzten Worte waren an sie gerichtet: „Euch sollte eher als mir die Guillotine zuteil werden.“

## Rezeption
Nach ihm ist seit 1935 der Mondkrater Bailly und seit 2014 der Asteroid (100229) Jeanbailly benannt.

## Werke (Auswahl)
Baillys Werke wurden teilweise ins Deutsche übersetzt. Seine früheste Arbeit war eine Veröffentlichung über die Reduktion von Lacailles Mondbeobachtungen im Jahr 1762, der 1763 eine Schrift über die 515 Sternpositionen seines Lehrmeisters folgte. Auch eine Berechnung der Bahn des Kometen von 1759, zählte zu seinen frühen Werken. Er verfasste ab 1770 mehrere Elogen, so unter anderem zu Charles V., Molière, Nicolas-Louis de Lacaille und Leibniz.
Astronomie
- Sur les inégalités de la lumière des satellites de Jupiter. 1771.
- Essai sur la théorie des satellites de Jupiter. 1776.
- Histoire de l’astronomie ancienne, depuis son origine jusqu’à l’établissement de l'école d’Alexandrie. 1775 (Digitalisat).
- Histoire de l’astronomie moderne depuis la fondation de l'école d’Alexandrie jusqu'à l’époque de1730. 2 Bände, 1785 (gallica.bnf.fr, gallica.bnf.fr), 1796 (Digitalisat)
- Traité de l’astronomie indienne et orientale: ouvrage qui peut servir de suite à l’histoire de l’astronomie ancienne. Quai des Augustins, Paris 1887 (archive.org).

Weitere Essays und Mémoires
- Lettres sur l’origine des sciences et sur celle des peuples de l’Asie adressées à Monsieur de Voltaire. M. Elmesly, London / Paris 1777 (archive.org).
- Lettres sur l’Atlantide de Platon et sur l’ancienne histoire de l’Asie. 1779 (gallica.bnf.fr).
- Essai sur les fables et sur leur histoire. Paris 1798.
- Mémoires d’un témoin de la Révolution. 3 Bände, Paris 1804 (archive.org, archive.org).
- Recueil de pièces intéressantes sur les sciences. 1810.
- Saint-Albin Berville, François Barrière (Hrsg.): Mémoires de Bailly: avec une notice sur sa vie, des notes et des éclaircissemens historiques. Baudouin frères, Paris 1821 (französisch, archive.org).
- Mémoires. Band 1: La Révolution du Tiers-Etat 29 décembre 1786–14 juillet 1789. ISBN 2-84909-089-1, Band 2: Premier maire de Paris. ISBN 2-84909-093-X Paléo, Clermont-Ferrand 2004 (= Sources de l’histoire de France la Révolution française).